# Бондар Дмитро Володимирович
Бондар Дмитро Володимирович (нар. 13 червня 1979, Старокостянтинів) - генерал-майор служби цивільного захисту України (УКАЗ ПРЕЗИДЕНТА УКРАЇНИ №258/2022). Заступник Голови Державної служби України з надзвичайних ситуацій (з грудня 2021 року до лютого 2023 року) з питань реагування на надзвичайні ситуації та цивільного захисту населення. 
| Бондар Дмитро Володимирович | Бондар Дмитро Володимирович                                                    |
| --------------------------- | ------------------------------------------------------------------------------ |
| Генерал-майор               |                                                                                |
| Загальна інформація         |                                                                                |
| Народження                  | 13 червня 1979 року Старокостянтинів, Хмельницька область. Громадянин України. |
| Військова служба            |                                                                                |
| Приналежність               | Україна                                                                        |
| Вид ЗС                      | ДСНС                                                                           |

## Життєпис
Народився 13 червня 1979 року у м. Старокостянтинів, Хмельницька область.
У 2001 році закінчив Академію пожежної безпеки України з відзнакою (наразі — Національний університет цивільного захисту України), за спеціальністю "Пожежна безпека", кваліфікація – спеціаліст.
У 2014 році закінчив аспірантуру Харківського регіонального інституту державного управління Національної академії державного управління при Президентові України за спеціальністю "Механізми державного управління".
У 2022 році закінчив Хмельницький університет управління та права імені Леоніда Юзькова за спеціальністю "Публічне управління та адміністрування", кваліфікація – магістр.
Протягом першого року повномасштабного вторгнення перебував на посаді заступника Голови ДСНС України з питань реагування на надзвичайні ситуації.
З перших днів війни особисто брав участь у ліквідації надзвичайних ситуацій, зокрема у найскладніших пожежах, спричинених діями окупантів, а також забезпечував щоденну ліквідацію десятків надзвичайних ситуацій від регіонального до державного рівня.
Відповідав за організацію цивільного захисту в умовах бойових дій. Було впроваджено нові методи та стратегії, що підвищили ефективність реагування на надзвичайні ситуації в умовах воєнного стану. Ефективно координував процес відновлення життєдіяльності на деокупованих територіях України, а саме Київської, Чернігівської, Сумської, частини Харківської та Херсонської областей.
Був одним із ініціаторів ідеї входження ДСНС до Механізму цивільного захисту ЄС, що дало змогу підвищити рівень готовності реагування на надзвичайні ситуації на міжнародному рівні.

## Кар'єра
Працює в органах пожежної охорони Міністерства надзвичайних ситуацій та Держслужби надзвичайних ситуацій з липня 1996 року.
З 2001 до 2003 року - заступник начальника 13 самостійної державної пожежної частини м. Старокостянтинів управління державної пожежної охорони УМВС України в Хмельницькій області.
З 2003 до 2006 року - начальник 13 самостійної державної пожежної частини м. Старокостянтинів Старокостянтинівського районного відділу Головного управління МНС України в Хмельницькій області.
З 2006 до 2013 року працював на керівних посадах у Головному управлінні МНС України в Хмельницькій області, управлінні Держтехногенбезпеки у Хмельницькій області.
З 2014 до 2021 рік - перший заступник начальника Головного управління ДСНС України у Хмельницькій області.
З 2021 до 2023 року - заступник Голови Державної служби України з надзвичайних ситуацій з питань реагування на надзвичайні ситуації та цивільного захисту населення.

## Наукові звання
- Кандидат наук з державного управління (2014 рік)

## Особливі досягнення
- Майстер спорту міжнародного класу з гирьового спорту
- Срібний призер чемпіонату світу з гирьового спорту серед юніорів 1999 року

## Спеціальні звання
- Генерал-майор служби цивільного захисту (УКАЗ ПРЕЗИДЕНТА УКРАЇНИ №258/2022)

## Нагороди
- Почесне звання «Заслужений працівник цивільного захисту України» у 2016 році
- Орден Данила Галицького у 2020 році

## Наукові публікації
Автор 28 публікацій, з них 1 одноосібна та 2 колективні монографії, 12 наукових праць, які опубліковані у вітчизняних фахових виданнях, 1 стаття у зарубіжних виданнях, 6 праць навчально-методичного характеру, 7 тез та 1 публікація у періодичних виданнях, які включені до міжнародної наукометричної бази Scopus.
- Бондар, Д.В. Теоретичні засади інноваційних механізмів державного управління  підготовкою  управлінських кадрів в сфері вищої освіти: монографія. Х. : Оберіг, 2013. 144 с.
- Бондар Д.В., Шведун В.О., Палюх В.В. Державне управління науковою діяльністю закладів вищої освіти: монографія: НУЦЗУ. 2020. 229с. (особистий внесок – 2,3 авт. аркуші)
- Бондар Д.В., Гурник А.В., Литовченко А.О., В.В. Хижняк, Шевченко Л.В., Ядченко Д.М. Застосування безпілотних авіаційних систем у сфері  цивільного захисту: монографія. Київ, 2022. 312 с.
- Tetiana Havronska, Iryna Krasnolobova, Valerii Bortniak, Dmytro Bondar y Antonina Boiko The Role of Public Authorities in Combating Gender-Based Violence. Cuestiones politicas.Vol. 39 N° 71 (2021): 387-404